# 譚端
譚端 (Tommy Tan )（1971年—），英國謝菲爾德大學(University of Sheffield)新聞學碩士，曾任記者、編輯、專欄作者、編劇、紀錄片製作人、按摩師，擁有勞動部傳統推拿整復技術士執照，目前為職業小說家，鏡文學簽約作者。2024年，小說《大稻埕落日》獲選文化部「文化黑潮之拓展臺流文本外譯Books from Taiwan（BFT）2.0 計畫」——全譯本作品，具有國際版權銷售潛力之臺灣原創出版品。

## 偵探書屋
2014年創辦臺灣第一家專營偵探小說的獨立書店「偵探書屋」。2018年底因景氣長期低迷，結束實體店面，轉化為播客網站《昨日世界（页面存档备份，存于）》

## 影視作品
《最後島嶼》：2010年返台參與策劃、拍攝歷史紀錄片《最後島嶼：台灣防衛戰1950-1955》，講述1949年~1955年國共內戰由大陸延燒至大陸東南沿海島嶼的真實故事。本片榮獲中華民國行政院新聞局高畫質電視節目補助，並獲得2012年第47屆金鐘獎電視金鐘獎文化教育類節目獎。
《冲天》：2014年擔任視納華仁（CNEX）紀錄片《冲天》故事策劃。
《未完成的任務》：2021年製作公共電視文化事業基金會紀錄片《未完成的任務：現代台灣締造者》。

## 著作及譯作
文字作品：
- 《烽火、離亂、老士官》（2011），口述歷史，收錄20位國軍低階士兵輾轉落腳台灣的故事
- 《天空的情書：抗戰飛行員紀錄片「冲天」電影紀事》（天下，2015），紀實文學
- 《大稻埕落日》（木馬文化，2023），小說

譯作：
- 《石猴子》（新星出版社，2008），偵探小說
- 《王者之眼》（新星出版社，2010），魔幻小說
- 《推理寫作祕笈》（馬可孛羅，2019），合譯